# Agriómata
Agriómata (Agriomata, Koukoutseiika) är en ort i Grekland.   Den ligger i prefekturen Messenien och regionen Peloponnesos, i den södra delen av landet, 170 km sydväst om huvudstaden Aten. Agriómata ligger 125 meter över havet och antalet invånare är 111.
Terrängen runt Agriómata är varierad. Havet är nära Agriómata åt sydväst.Runt Agriómata är det glesbefolkat, med 15 invånare per kvadratkilometer. Närmaste större samhälle är Kalamata, 3,7 km väster om Agriómata. 